# Rheinzabern
Rheinzabern (in Pfälzer Mundart Rheinzawere gesprochen) ist eine Ortsgemeinde im südpfälzischen Landkreis Germersheim in Rheinland-Pfalz. Sie gehört der Verbandsgemeinde Jockgrim an, innerhalb derer sie gemessen an der Fläche die größte und gemessen an der Einwohnerzahl die zweitgrößte Ortsgemeinde darstellt. Rheinzabern ist gemäß Landesplanung als Grundzentrum ausgewiesen.

## Geographie
Die Gemarkung Rheinzabern ist Teil des Naturraums Mühlhofen-Rheinzaberner Riedel.

### Geographische Lage
Die Gemeinde liegt zwischen Bienwald und der Rheinaue. Jockgrim befindet sich etwa zwei Kilometer in südöstlicher Richtung, im Nordosten liegt Neupotz etwa drei Kilometer entfernt. Der Ort Hatzenbühl liegt etwa zwei Kilometer im Westen, Rülzheim ist etwa fünf Kilometer entfernt in nördlicher Richtung erreichbar und Kandel liegt ungefähr sechs Kilometer entfernt im Südwesten.

### Natur
Der nördliche Ausläufer des Bienwalds erstreckt sich bis in die Gemeindegemarkung. Im Gemeindegebiet befinden sich zwei Naturdenkmale. Der östliche und südöstliche Bereich der Gemarkung ist Teil des überregionalen Landschaftsschutzgebiets „Pfälzische Rheinauen“, der Erlenbach ist Teil des FFH-Gebiets „Erlenbach und Klingbach“, das Gebiet innerhalb von Krautschemel- und Weißdorngraben umgeben ist Teil des FFH-Gebiets „Bienwaldschwemmfächer“ und des EU-Vogelschutzgebiets „Bienwald und Viehstrichwiesen“.

### Gewässer

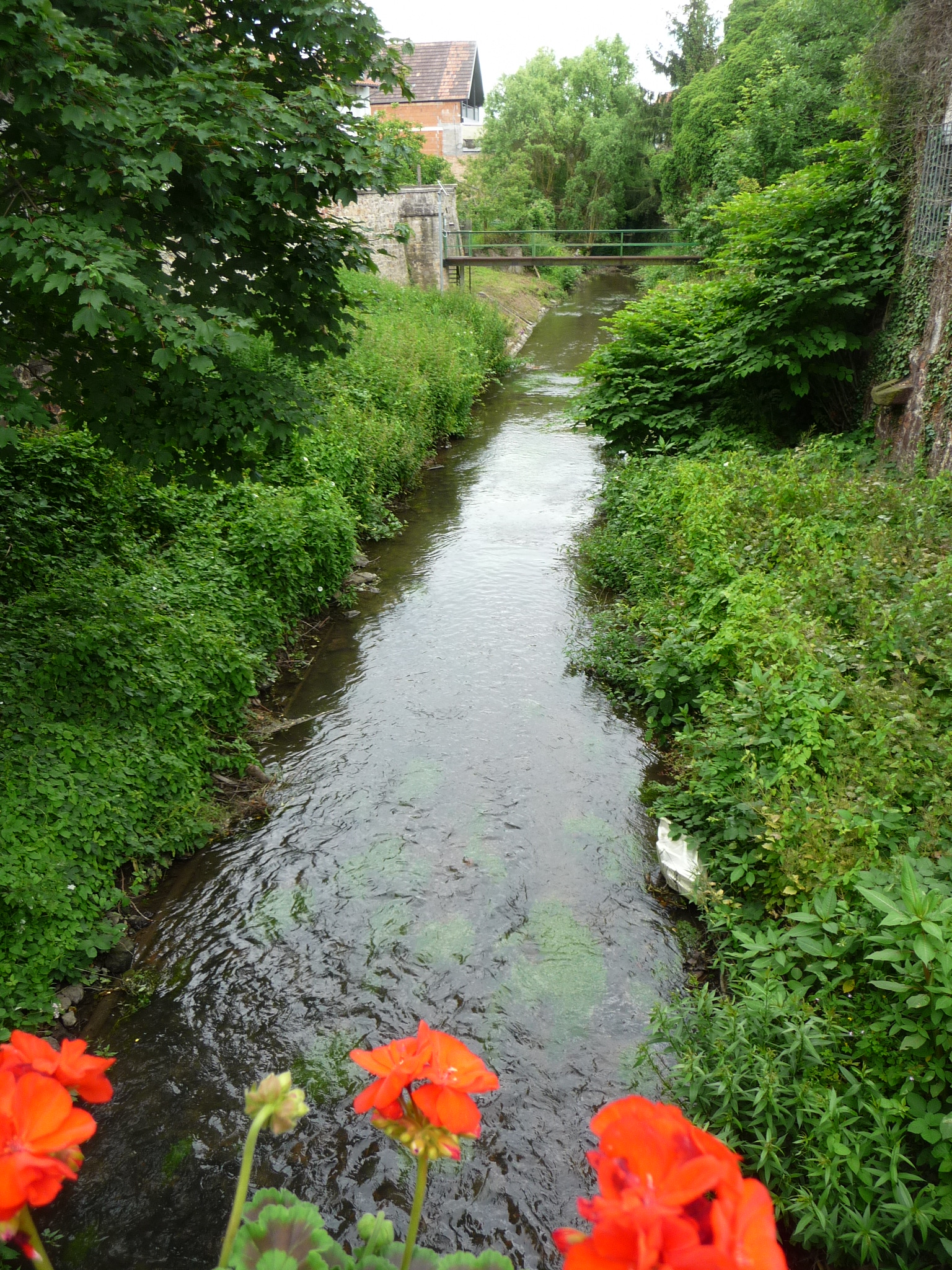
Der Erlenbach innerhalb von Rheinzabern

Durch den Ort fließt der Erlenbach, der sich in Leimersheim mit dem Otterbach zum Michelsbach vereinigt. Im Osten der Gemarkung befinden sich der Erlengraben, der in den Weißdorngraben mündet; letzterer fließt in den Wattbach, der jenseits der Gemeindegemarkung in den Otterbach mündet.

## Geschichte

### Antike
Gegründet wurde der Ort unter dem Namen Tabernae als Raststätte an der römischen Fernstraße von Italien über Basel nach Mainz. Rheinzabern feierte im Jahr 2004 sein 1950-jähriges Jubiläum und ist damit die älteste Gemeinde in der Südpfalz. In römischer Zeit wurden hier vor allem Tonwaren hergestellt. Tabernae rhenanae galt als bedeutendste Töpfersiedlung des Römerreiches nördlich der Alpen. Besonders berühmt ist die Terra-Sigillata-Tonware, welche europaweit exportiert wurde. Noch heute kann man die antiken Brennöfen besichtigen. Römische Baukeramik wurde unter anderem für das Kastell Mogontiacum (Mainz) angefertigt. Interdisziplinäre Forschung ermöglichte die Lokalisierung von Ziegeln, die den Ziegelstempel der Legio XXII Primigenia tragen, für die Herstellungsprovenienz Rheinzabern.
Die zum Teil gut erhaltenen zahlreichen Fundstücke aus jener etwa 400 Jahre umfassenden römischen Herrschaftszeit sind vornehmlich im Historischen Museum der Pfalz in Speyer aufbewahrt.

### Mittelalter
Nach der Niederbrennung der römischen Siedlung durch Wandalen zu Beginn des fünften Jahrhunderts verliert sich die Geschichte Rheinzaberns, allerdings lassen verschiedene historische Zusammenhänge darauf schließen, dass hier im achten Jahrhundert ein Königshof entstanden war, in dem bereits zur Zeit der Merowinger eine Kirche bestand, die um das Jahr 746 als Schenkung des fränkischen Hausmeiers Karlmann an das Kloster Blidenfeld kam.
Im 12. Jahrhundert wurde der Ort als Zabern zum alten Erbe des Hochstifts Speyer gezählt, in dessen Besitz der Ort vermutlich durch eine Schenkung Kaiser Heinrichs IV. gekommen war. Bis zur Verlegung des Bischofssitzes nach Bruchsal im Jahr 1188 war die Burg in Zabern Sitz der Speyerer Fürstbischöfe. Im 14. Jahrhundert erhielt der Ort, zur Unterscheidung vom ursprünglich ebenfalls nur Zabern genannten Bergzabern seinen heutigen Namen Rheinzabern. 1366 wurde Rheinzabern als Stadt mit Geleit- und Zollrecht erwähnt. Hier blühten Handwerk und Handel sowie ein für das Umland bedeutendes Marktgeschehen. Rheinzabern zählte zum Oberamt Lauterburg und darin zur Amtskellerei Jockgrim.

### Neuzeit
Im Dreißigjährigen Krieg und den nachfolgenden, rund ein Jahrhundert andauernden kriegerischen Auseinandersetzungen hatte der Ort sehr zu leiden, bis 1750 waren sämtliche Stadtmauern geschleift. Gleichwohl brachten die Zerstörungen des Krieges auch eine nachfolgende Neubebauung der Stadtfläche mit sich: 1711 war die Kirche erneuert, 1718 war das Rathaus wieder errichtet, 1766 war die Kirche komplett umbaut. Das Wachstum während der Friedenszeiten im späten 18. Jahrhundert führte 1777/78 zu einer signifikanten Erweiterung der Kirche.
Im Zuge der französischen Revolution kam Rheinzabern 1789 zu Frankreich und gehörte später zum Arrondissement Weißenburg im Département Niederrhein und war dort in den Kanton Kandel eingegliedert. In den nachfolgenden Jahren hatte Rheinzabern erneut unter kriegerischen Auseinandersetzungen und Truppendurchzügen zu leiden. Nach der napoleonischen Epoche von 1815 bis 1816 befand sich der Ort unter die Verwaltung der kaiserlich-österreichischen Administration in Landau, am 16. Mai 1816 kam er dann zum Rheinkreis des Königreiches Bayern. Von 1818 bis 1862 gehörte er dem Landkommissariat Germersheim an; aus diesem ging das Bezirksamt Germersheim  hervor.
Seit 1939 ist Rheinzabern Bestandteil des Landkreises Germersheim. Nach dem Zweiten Weltkrieg wurde der Ort innerhalb der französischen Besatzungszone Teil des 1946 neu gebildeten Landes Rheinland-Pfalz. Im Zuge der ersten rheinland-pfälzischen Verwaltungsreform wurde die Gemeinde 1972 der neu gebildeten Verbandsgemeinde Jockgrim zugeschlagen.

## Wohnplätze
Zu Rheinzabern gehören zusätzlich die Wohnplätze An der alten Neupotzer Straße, Bahnhaus an der Tongrube, Heulachhof, Rinkenhof, Wanzheimer Mühle und Zirkershof.

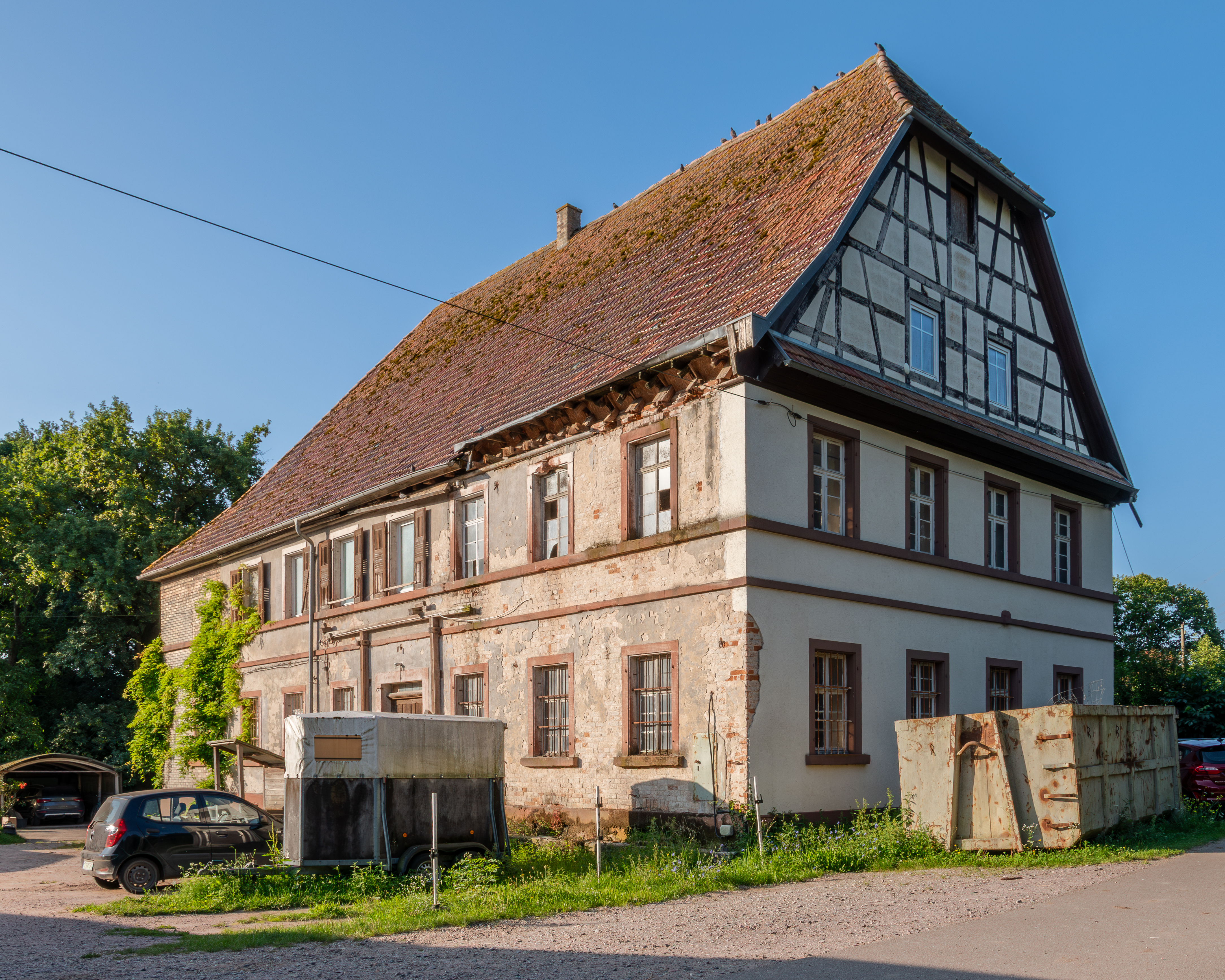
Wanzenheimer Mühle (2025)

### Wanzheimer Mühle
Der Name geht auf die abgegangene Siedlung Wanzenheim (auch: Wanzheim und andere Formen) zurück, die wie viele Dörfer in der Umgebung im Zuge der fränkischen Landnahme im 6. Jahrhundert gegründet wurde. Zentral war ein Hof, der zeitweise eine Grangie des Zisterzienserordens war.
Spätestens 1430 wird auch eine Mühle erwähnt, die heute das letzte Zeugnis des Ortes ist, wobei das im Bild zu sehende Hauptgebäude laut Inschrift 1840 erbaut wurde. Die Mühle ist ein historisches Gebäude in Rheinzabern und Teil der Ortsgeschichte. Die Wanzheimer Mühle war eine durch den Erlenbach angetriebene Wassermühle, die früher zur Getreideverarbeitung genutzt wurde. Sie ist ein Zeugnis der landwirtschaftlichen Vergangenheit des Ortes.
Der Mühlbetrieb wurde 1973 eingestellt, seitdem wird auf dem zu Rheinzabern zugehörigen Wohnplatz aus wirtschaftlicher Sicht ausschließlich Pferdehaltung betrieben.

## Einwohnerstatistik

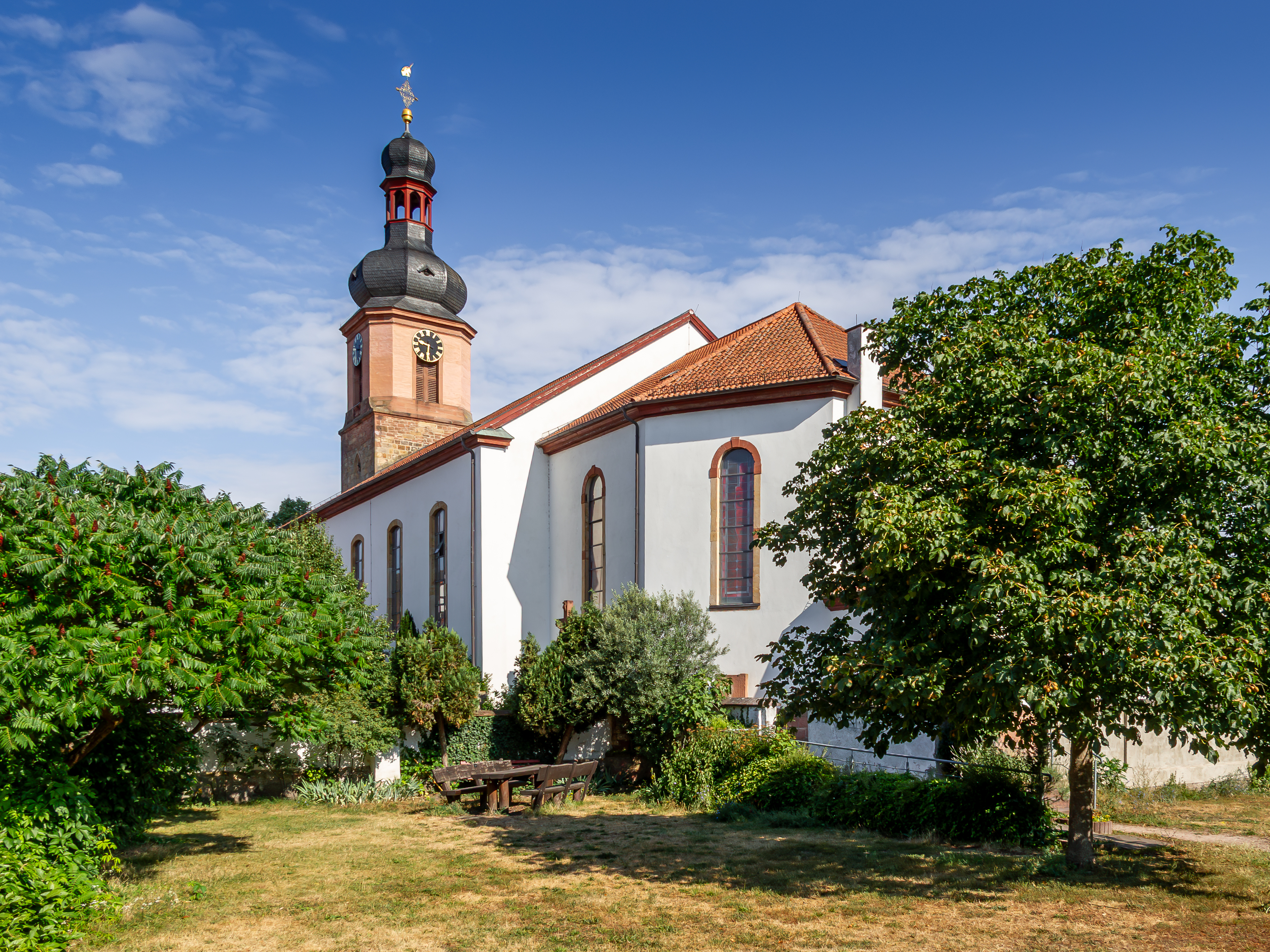
Katholische Kirche Sankt Michael (2025)

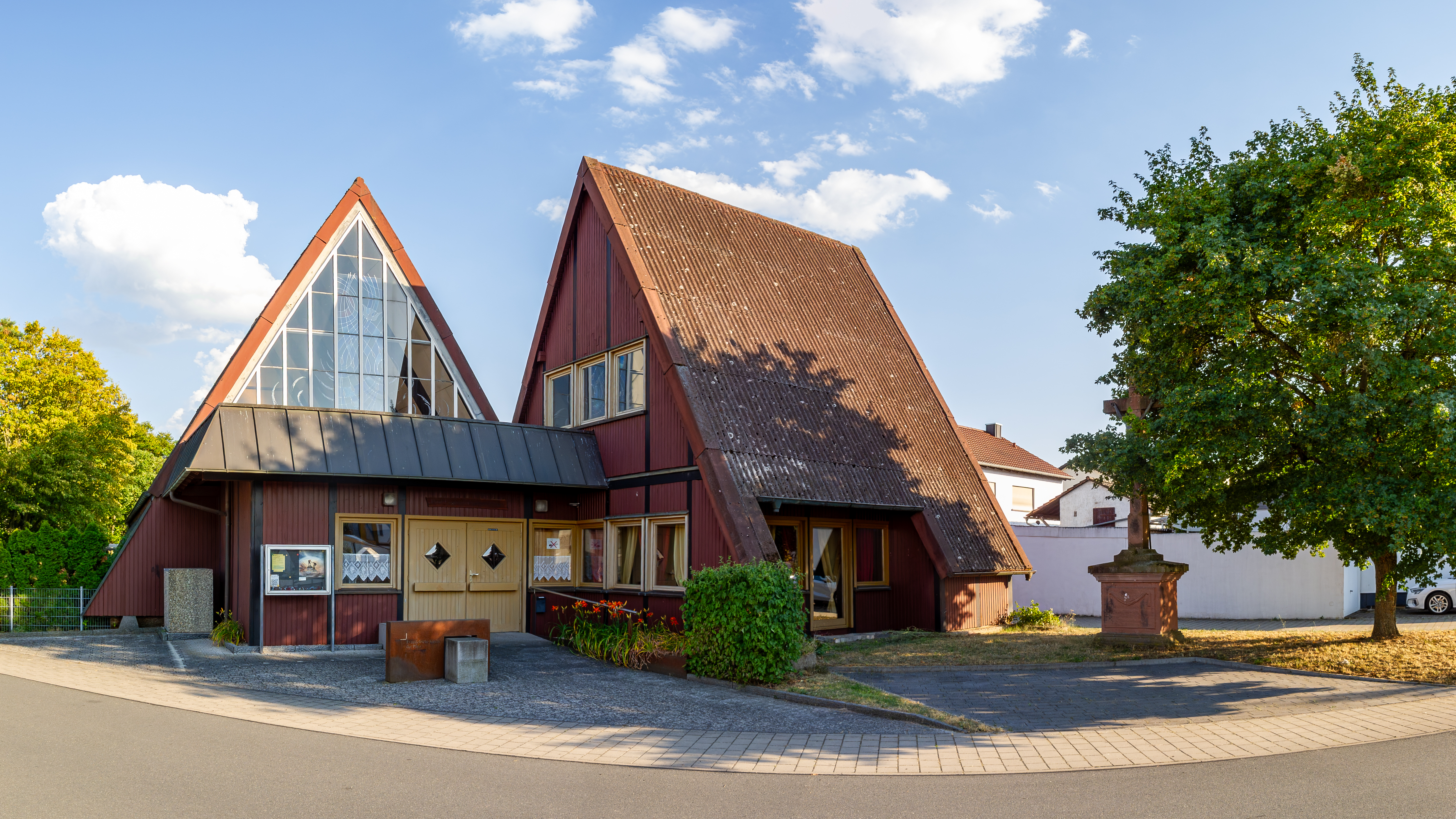
Evangelisches Paul-Fagius-Gemeindezentrum (2025)

Durch seine Zugehörigkeit zum Hochstift Speyer blieb Rheinzabern auch zur Zeit der Reformation katholisch. Dadurch ist der Ort bis heute überwiegend katholisch geprägt.

### Konfessionsstatistik
Im Jahr 1871 waren von insgesamt 1977 Einwohnern 1960 katholisch (99 %) und 17 evangelisch (1 %). Mit Stand 30. Juni 2005 waren von den Einwohnern 65,9 % katholisch, 16,4 % evangelisch 17,7 % waren konfessionslos oder gehörten einer anderen Glaubensgemeinschaft an. Der Anteil der Protestanten und Katholiken an der Gesamtbevölkerung ist seitdem gesunken. Derzeit (Stand 28. Februar 2025) liegt der Anteil der katholischen Bürger bei 40,9 %, der evangelischen bei 13,6 % und der Sonstigen bei 45,5 %.
| Rheinzabern: Einwohnerzahlen von 1802 bis 2023 | Rheinzabern: Einwohnerzahlen von 1802 bis 2023 | Rheinzabern: Einwohnerzahlen von 1802 bis 2023 | Rheinzabern: Einwohnerzahlen von 1802 bis 2023 | Rheinzabern: Einwohnerzahlen von 1802 bis 2023 |
| --- | ---------------------------------------------- | ---------------------------------------------- | ---------------------------------------------- | ---------------------------------------------- |
| Jahr |                                                |                                                |                                                | Einwohner                                      |
| 1802 | 1802                                           |                                                | 1.396                                          | 1.396                                          |
| 1814 | 1814                                           |                                                | 1.511                                          | 1.511                                          |
| 1815 | 1815                                           |                                                | 1.822                                          | 1.822                                          |
| 1835 | 1835                                           |                                                | 1.985                                          | 1.985                                          |
| 1849 | 1849                                           |                                                | 2.139                                          | 2.139                                          |
| 1861 | 1861                                           |                                                | 2.005                                          | 2.005                                          |
| 1871 | 1871                                           |                                                | 1.977                                          | 1.977                                          |
| 1905 | 1905                                           |                                                | 1.839                                          | 1.839                                          |
| 1939 | 1939                                           |                                                | 2.499                                          | 2.499                                          |
| 1950 | 1950                                           |                                                | 2.706                                          | 2.706                                          |
| 1965 | 1965                                           |                                                | 3.258                                          | 3.258                                          |
| 1970 | 1970                                           |                                                | 3.433                                          | 3.433                                          |
| 1975 | 1975                                           |                                                | 3.433                                          | 3.433                                          |
| 1980 | 1980                                           |                                                | 3.407                                          | 3.407                                          |
| 1985 | 1985                                           |                                                | 3.740                                          | 3.740                                          |
| 1990 | 1990                                           |                                                | 4.102                                          | 4.102                                          |
| 1995 | 1995                                           |                                                | 4.409                                          | 4.409                                          |
| 2000 | 2000                                           |                                                | 4.419                                          | 4.419                                          |
| 2005 | 2005                                           |                                                | 4.789                                          | 4.789                                          |
| 2010 | 2010                                           |                                                | 4.914                                          | 4.914                                          |
| 2013 | 2013                                           |                                                | 4.861                                          | 4.861                                          |
| 2017 | 2017                                           |                                                | 5.010                                          | 5.010                                          |
| 2023 | 2023                                           |                                                | 5.086                                          | 5.086                                          |
| Wenn nicht gesondert aufgeführt, ist die Quelle der Daten das Statistische Landesamt Rheinland-Pfalz. Für die Jahre 1802, 1849 und 1861, für 1871 |                                                |                                                |                                                |                                                |

## Politik

### Gemeinderat
Der Gemeinderat in Rheinzabern besteht aus 22 Ratsmitgliedern (bis zur Wahl 2019 aus 20, die Erhöhung erfolgte nach Kommunalwahlrecht durch die gestiegene Einwohnerzahl), die bei der Kommunalwahl am 9. Juni 2024 in einer personalisierten Verhältniswahl gewählt wurden, und der ehrenamtlichen Ortsbürgermeisterin als Vorsitzender.
Die Sitzverteilung im Gemeinderat:
| Wahl | SPD | CDU | GRÜNE | FDP | Gesamt   |
| ---- | --- | --- | ----- | --- | -------- |
| 2024 | 4   | 10  | 4     | 4   | 22 Sitze |
| 2019 | 6   | 9   | 3     | 4   | 22 Sitze |
| 2014 | 6   | 9   | 3     | 2   | 20 Sitze |
| 2009 | 6   | 8   | 3     | 3   | 20 Sitze |
| 2004 | 5   | 9   | 3     | 3   | 20 Sitze |

### Bürgermeister
Sabrina Welker (Einzelbewerberin) wurde am 9. Juli 2024 Ortsbürgermeisterin von Rheinzabern. Bei der Direktwahl am 9. Juni 2024 war sie als einzige Bewerberin mit 66,7 % Ja-Stimmen gewählt worden.
Welkers Vorgängerin Alexandra Hirsch hatte das Amt am 27. Oktober 2020 übernommen. Bei der Direktwahl am 25. Oktober 2020 war sie mit einem Stimmenanteil von 67,1 % gewählt worden. Ihr Vorgänger Gerhard Beil war am 17. Januar 2020 verstorben. Eine Neuwahl war ursprünglich für den 26. April 2020 vorgesehen, musste jedoch wegen der COVID-19-Pandemie verschoben werden. In der Übergangszeit führte der Erste Beigeordnete Roland Milz die Amtsgeschäfte.
| Amtszeit  | Name                  | Partei    |
| --------- | --------------------- | --------- |
| 1952–1994 | Walter Schellenberger | FDP       |
| 1994–2020 | Gerhard Beil          | CDU       |
| 2020–2024 | Alexandra Hirsch      | parteilos |
| seit 2024 | Sabrina Welker        | SPD       |

### Wappen
| Wappen von Rheinzabern | Blasonierung: „In Gold ein durchbrochenes, an der oberen Spitze mit einem Kreuz besetztes schwarzes Dreieck, durch das eine rote Schnur in Windungen gezogen ist.“ |
| Wappen von Rheinzabern | Es wurde 1955 vom Mainzer Innenministerium genehmigt und geht zurück auf ein Gerichtssiegel aus dem Jahr 1755.                                                     |

### Partnerschaften
Mit den fünf französischen Gemeinden Chalmoux, Cronat, Mont, Saint-Aubin-sur-Loire und Vitry-sur-Loire (Communauté de communes entre Somme et Loire) in Burgund wird eine Partnerschaft gepflegt.

## Kultur und Sehenswürdigkeiten

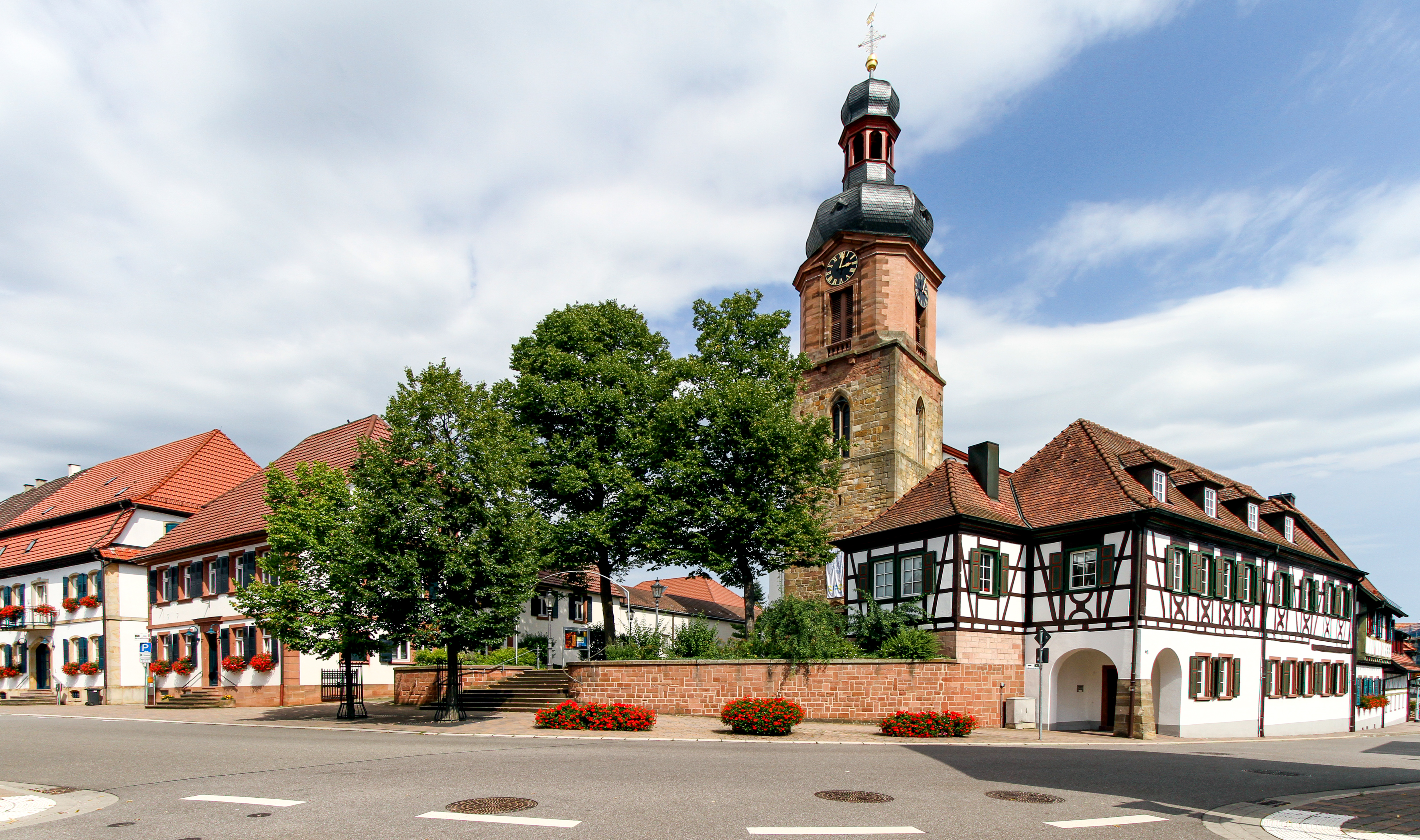
Denkmalgeschützter Ortskern mit Gemeindekirche Sankt Michael (2017)

### Kulturdenkmäler
Der historische Ortskern mit stattlichen Fachwerkhäusern aus dem 18. Jahrhundert ist als Denkmalzone ausgewiesen. Hinzu kommen zahlreiche Einzelobjekte, die unter Denkmalschutz stehen.

### Sonstige Bauwerke

#### Terra-Sigillata-Museum

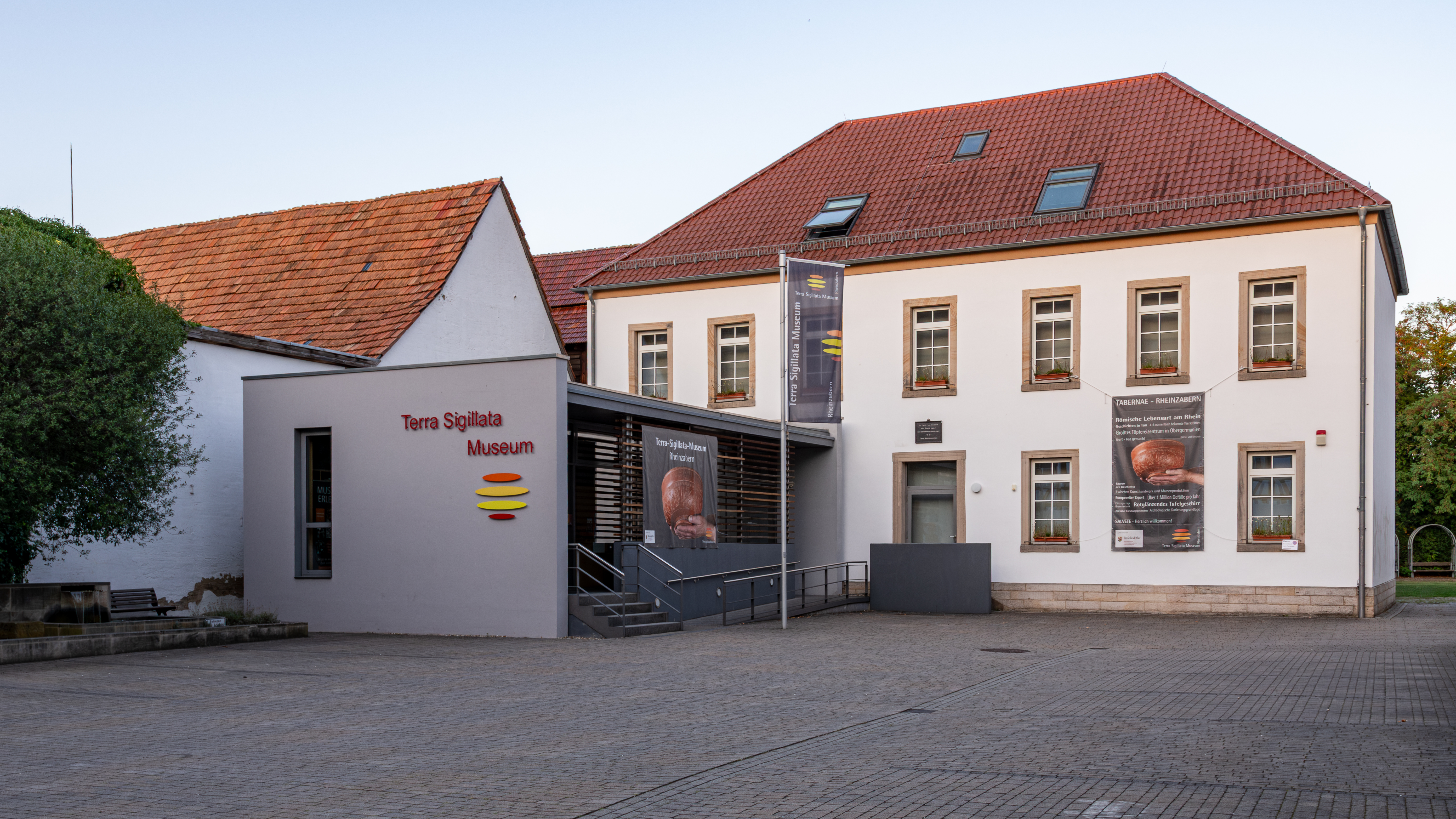
Terra Sigillata-Museum (2025)

Seit 1977 existiert das Terra-Sigillata-Museum. Es befindet sich im ehemaligen Schulhaus (Hauptstraße 35) und zeigt Originalfunde sowie Nachbildungen der römischen Keramikproduktion. Die Ausstellung ist in vier Themenräume gegliedert: Zeit und Raum – Chronik in Ton, Lebenswelten im Vicus, Herstellung im Manufakturbetrieb sowie Töpfermarkt und Handel. Ergänzt wird die Sammlung durch zwei rekonstruierte Brennöfen im Außenbereich (Faustinastraße).
Das Museum bietet museumspädagogische Programme, Führungen und römische Kulinarik im Rahmen von Sonderveranstaltungen. Im Juli 2023 wurde es vom rheinland-pfälzischen Ministerium für Familie, Frauen, Kultur und Integration zum „Museum des Monats“ ernannt.

### Regelmäßige Veranstaltungen
Zu den regional bekannten jährlichen Veranstaltungen in Rheinzabern zählen das Frühlingsfest mit Oldtimer-Treffen, der „Rheinzammer Markt“ am 4. Wochenende im August und der Anneresl-Markt am ersten Advent.

### Tourismus
Am südwestlichen Siedlungsrand befindet sich die vom Pfälzerwald-Verein betriebene Bauernwaldhütte. Ein historischer Rundweg führt zu den wichtigsten Sehenswürdigkeiten. Durch die Gemeinde führt außerdem der zu den sogenannten Saar-Rhein Wanderwegen zählende Weg mit der Kennzeichnung Schwarzer Punkt auf weißem Balken. Weiter beginnt, bzw. endet hier der über 170 km lange grenzüberschreitende „Zabernweg/Le Tres Tabernae“ (mit der Kennzeichnung „Rote Raute“), der die drei Zabern-Orte Rheinzabern, Bad Bergzabern und Saverne im Elsass verbindet.

## Wirtschaft und Infrastruktur

### Wirtschaft
Das Dorf hat ländlichen Charakter und war lange Zeit landwirtschaftlich geprägt. Mittlerweile stellt sich Rheinzabern als Wohngemeinde in der Nachbarschaft der großen Wirtschaftsräume Rhein-Neckar und Karlsruhe dar. In der Gemarkung Rheinzaberns reifen neben den üblichen Feldfrüchten zusätzlich Obst, Gemüse, Tabak und weißer Spargel. Der Ort wurde in der Vergangenheit als „pferdefreundliche Gemeinde“ ausgezeichnet. Rheinzabern verfügt über eine solide Infrastruktur mit vielen Handwerks- und landwirtschaftlichen Betrieben.
Das südöstlich des Ortes gelegene, seit 2008 zur Holcim-Gruppe gehörende Kieswerk gewinnt, neben Grundstoffen für die Baustoffindustrie, Gold aus Sekundärablagerungen des Rheins, des sogenannten Rheingolds. Das Werk ist zudem der einzige offizielle Goldproduzent Deutschlands.

### Verkehr

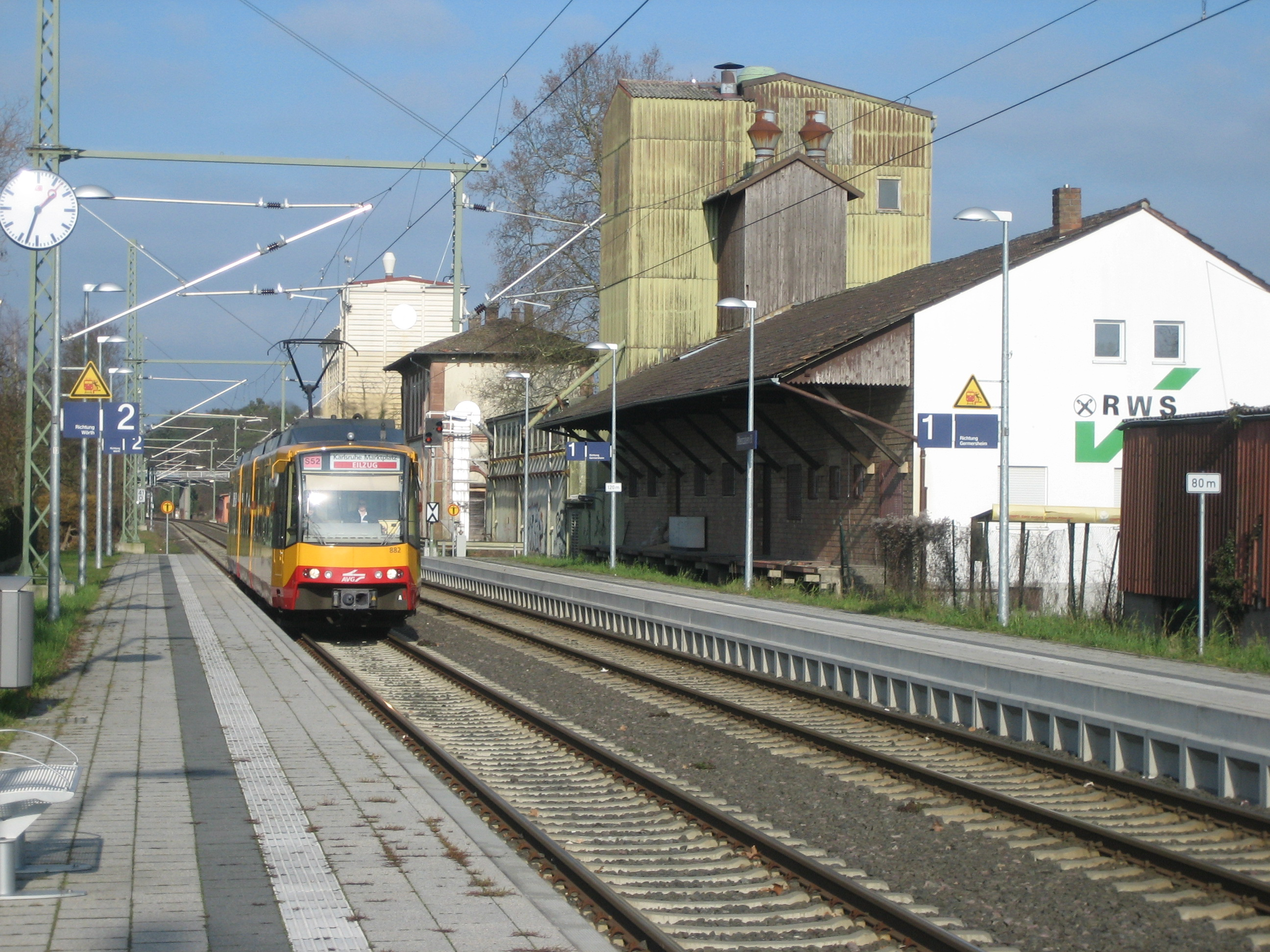
Bahnhof Rheinzabern im Jahr 2014

#### Schiene
Rheinzabern ist seit 1876 an die Bahnstrecke Schifferstadt–Wörth angebunden. Seit dem 12. Dezember 2010 verkehrt auf dem Abschnitt Germersheim–Wörth am Rhein die Stadtbahn Karlsruhe. Dazu wurde die Strecke elektrifiziert. In Rheinzabern entstanden zusätzlich zum Bahnhof die beiden Haltepunkte Rheinzabern Alte Römerstraße am Baugebiet Steingebiss und Rheinzabern Rappengasse. Es gelten die Tarife des Karlsruher Verkehrsverbunds und des Verkehrsverbunds Rhein-Neckar.

#### Straße
Ferner besteht die Buslinie 552 aus Landau in der Pfalz und die Linie 548 nach Kandel. Die Landesstraße 540 führt in Nord-Süd-Richtung mitten durch das Siedlungsgebiet. Die Landesstraße 549 streift den nördlichen Ortsrand. Die Kreisstraße 11 schafft eine Verbindung nach Hatzenbühl. Die Gemeinde ist aus östlicher Richtung über die Bundesstraße 9 in Form der Ausfahrten Rheinzabern und Rheinzabern-Wiesenweg erreichbar; letztere stellt einen Behelfsanschluss dar. Aus westlicher Richtung folgt die Anbindung über die Autobahn A 65 in Form der Ausfahrt Kandel-Mitte.

### Bildung
In Rheinzabern gibt es die Grundschule an der Römerstraße und seit 2009 eine Integrierte Gesamtschule (IGS). Ein Gymnasium wird ab August 2025 den Schulbetrieb aufnehmen.

## Persönlichkeiten

### Ehrenbürger
- 1951, 24. Juni: Peter Pfeiffer (* 3. Februar 1895, † 19. August 1978), Diplomat[28]
- 1951, 24. Juni: Anton Pfeiffer (* 7. April 1888, † 20. Juli 1957), Abgeordneter, Minister und Botschafter[29]
- 1963, 20. Oktober: Otto Gauly (* 28. Dezember 1882, † 11. Oktober 1977), Studienprofessor[30]
- 1968: Friedrich Seeber (* 1. Mai 1886, † 11. Januar 1973), Arzt und Kommunalpolitiker[31]
- 1997, 1. Juni: Walter Schellenberger (* 23. Juli 1920, † 5. Juni 2010), Politiker und Sportfunktionär[32]
- 2019, 10. Mai: Philipp Schmitt (* 1941), Verwaltungsbeamter, in Anerkennung seines Engagements und seiner besonderen Verdienste für Feuerwehr, Pfarrgemeinde, Vereine und Kulturgemeinschaft[33][34]

### Söhne und Töchter der Gemeinde
- Paul Fagius (1504–1549), Reformator und Hebraist
- Peter Hoffmann (1770–1842), Politiker und Gutsbesitzer
- Philipp von Pfeiffer (1830–1908), Domkapitular und Generalvikar in Speyer, in den Adelsstand erhoben
- Ludwig von Mellinger (1849–1929), Baumeister
- Maximilian Josef Pfeiffer (1875–1926), Politiker
- Albert Pfeiffer (1880–1948), Archivar
- Anton Pfeiffer (1888–1957), Politiker (BVP, CSU) und Diplomat
- Columba Baumgartner (1912–2007), Zisterzienserin und Äbtissin
- Walter Schellenberger (1920–2010), Ortsbürgermeister 1952–1994, Mitglied des rheinland-pfälzischen Landtages 1975–1983
- Leo Zirker (1937–2014), katholischer Moraltheologe
- Reiner Marz (* 1958), Politiker (GRÜNE)
- Hans Kantereit (1959–2021), Autor und Übersetzer

### Personen, die vor Ort wirken oder gewirkt haben
- Philipp Jakob Gillmann (1751–1825), katholischer Pfarrer in napoleonischer Zeit, Glaubenszeuge[35]
- Johann Eduard Herberger (1809–1855), Apotheker, Chemiker und Gewerbelehrer, übernahm 1832 vor Ort eine Apotheke
- Wilhelm Ludowici (1855–1929), Erforscher von Tabernae
- Elisabeth Langgässer (1899–1950), Schriftstellerin, lebte seit 1948 in Rheinzabern
- Barbara Schleicher-Rothmund (* 1959), Politikerin (SPD), hatte ihr Wahlkreisbüro vor Ort
- Florian Bauer (* 1982), Musikproduzent und Rapper „Bo Flower“, in Rheinzabern aufgewachsen
- Manuel Hornig (* 1982), Fußballspieler, in Rheinzabern aufgewachsen
- Gerhard Beil (1950–2020), Lehrer und Ortsbürgermeister (1994–2020),[36] seit 2013 Träger der Freiherr-vom-Stein-Plakette